# Giuseppe Vittorio Ugo
Giuseppe Vittorio Ugo (Palermo, 13 giugno 1897 – 1987) è stato un architetto, ingegnere e scenografo italiano.

## Biografia
Nacque in una famiglia d'artisti, secondogenito dello scultore Antonio Ugo e di Teresa De Lisi, figlia dello scultore Benedetto De Lisi.
Si diplomò al corso speciale di architettura presso il Regio Istituto di Belle Arti, e proseguì gli studi in ingegneria laureandosi nel 1921 alla Regia Scuola d'Applicazione (all'epoca entrambe istituzioni collegate).
Fu tra i discepoli del celebre architetto Ernesto Basile, e assieme ad altri continuatore della sua scuola.
Partecipò a numerosi concorsi in tutta Italia, e aderì al movimento architettonico razionalista.
Durante la prima e la seconda guerra mondiale prestò servizio militare dove per due anni fu esposto sul fronte greco.
Si trasferì a Roma lavorando negli studi di Cinecittà, e collaborando con Gino Morici alle scenografie di alcuni film di Domenico Paolella (Gli ultimi della strada e Angelica fra i paladini), di Pino Mercanti (All'ombra della gloria e I ragazzi di Vallecroce) e di Erminio Macario.
Insieme continueranno presso le strutture cinematografiche della “Favorita Film - cinematografica Palermo”, grazie ai capitali del Conte Enrico Cassina.
Nel secondo dopoguerra impegnò la sua attività nella ricostruzione in Sicilia.
L'"Archivio Ugo", che contiene le carte, i progetti e la documentazione di Antonio (1870-1950), Giuseppe Vittorio
(1897-1987) e Vittorio (1938-2005), si trova nel palazzo dove prima sorgeva il villino Ugo, disegnato nel 1908 da Ernesto Basile, in via Sammartino a Palermo.

## Opere
- L'Ospedale Sanatoriale "Ingrassia" a Palermo (1929-1937);
- la sede del Circolo del Tennis (1933-1934) sempre a Palermo;
- Casa Amoroso-Crivello (1934-1935);
- Villino Castagna a Mondello;
- Villino Cataldo a Mondello;
- Villino Casabona a Mondello;
- Villino Oliveri a Mondello;
- Villino Verace a Mondello;
- Villa Sperlinga in via Sammartino a Palermo;
- Villa Bonedil Tasca Lanza in via Cordova, a Palermo;
- palazzo della Dogana in via Crispi (1948)
- progetto per un borgo rurale (1954) a Dagala Fonda (TP);
- la Casa del pellegrino (1952);
- la sede del Club Canottieri Roggero di Lauria al Foro Italico (1956);
- la nuova sede dell'Escal (1964);
- il nuovo Ospedale civile di Reggio Calabria (1967);
- la nuova sede dell'EAS (1951);
- Banca popolare di Canicattì (1956);

Nel 1950 lavorò in collaborazione per i piani regolatori di alcune aree di Palermo (Mondello, parco della Favorita e parco di Monte Pellegrino).

## Pubblicazioni
- La storia dell'abitazione e l'architettura odierna, Palermo 1933.

### Famiglia
- Stefano De Lisi, zio
- Domenico De Lisi, zio
- Benedetto De Lisi (1898), cugino

### Altre
- Movimento Moderno
- Sacco di Palermo